# Syarhey Shchehrykovich
Syarhey Shchehrykovich (tiếng Belarus: Сяргей Шчэгрыковіч; tiếng Nga: Серге́й Щегрикович, Sergey Shchegrikovich; sinh ngày 19 tháng 12 năm 1990) là một cầu thủ bóng đá Belarus hiện tại thi đấu cho Slutsk.
Anh họ của anh, Dzmitry Shchagrykovich cũng là một cầu thủ bóng đá.

## Danh hiệu
Minsk
- Vô địch Cúp bóng đá Belarus: 2012–13